# Freddy in Space 2
Freddy in Space 2 è un videogioco sparatutto a scorrimento laterale della saga di Five Nights at Freddy's.
Il gioco è il seguito di FNaF 57: Freddy In Space, un minigioco di FNaF World.

## Trama
Nel 2831, il comandante spaziale Freddy Fazbear sta tornando da una missione, quando riceve una comunicazione da suo figlio. Quest'ultimo gli rivela che il supercomputer della base, LolzHax (il cui nome è lo stesso del nickname da "hacker" usato da Scott Cawthon per pubblicare la demo troll di FNaF 3),  si é ribellato ed ha reso suoi schiavi gli amici di Freddy, ovvero Bonnie, Chica, Foxy e Puppet. Il figlio di Freddy è stato inoltre espulso dalla base spaziale e sta finendo l'aria, se suo padre non agirà in fretta, morirà asfissiato. Freddy, guidato dalla voce via radio di Fredbear (doppiato da Christoph McCollough) dovrà intraprendere una missione per salvare i suoi amici e sconfiggere LolzHax.

### Finali
Ci sono due finali nel gioco. Il primo mostra Freddy, Bonnie, Chica, Foxy e Puppet in piedi, ma con il figlio di Freddy assente, implicando che è morto per mancanza d'aria.
Il secondo, sbloccato solo se il giocatore riesce a completare il gioco in 30 minuti, mostra la stessa schermata ma questa volta il figlio di Freddy é presente.

## Modalità di gioco
Il giocatore deve effettuare dei combattimenti in stile sparatutto, evitando razzi, combattendo i nemici, distruggendo le rocce che bloccano il passaggio e sconfiggendo i boss per ottenere nuovi personaggi. Vi sono inoltre dei minigiochi segreti nei quali il giocatore può trovare tesori nascosti.

## Sviluppo
Scott aveva iniziato a pubblicare teaser per il gioco in occasione del quinto anniversario della saga, pubblicando sul sito di FNaF World un'immagine con la scritta "58". In seguito, quando lo youtuber e streamer Matthew "Matpat" Patrick lo ha contattato via e-mail, raccontandogli della live che aveva intenzione di fare il 3 dicembre con lo scopo di raccogliere soldi per la ricerca contro il cancro e chiedendogli se avesse potuto fare una donazione, Scott ha deciso di pubblicare il gioco proprio in occasione di quell'evento. Scott aggiunse diversi tesori nascosti, sostenendo che la sua donazione sarebbe stata pari al numero di monete nel gioco che "Matpat" ed i suoi compagni Lewis "Dawko Dawkins e Mark "Markiplier" Fischbach avrebbero trovato attraverso i tesori nascosti, per un massimo di 500.000 dollari. Il trailer è stato pubblicato il 30 novembre 2019 sul canale youtube di Scott, ed il giorno stesso il gioco diventò disponibile gratuitamente su Game Jolt. Alla fine, nonostante durante la live non fossero stati trovati tutti quanti i tesori nascosti, Scott decise di donare lo stesso il mezzo milione di dollari promesso.